# Hlap
Hlap (lat. Homarus gammarus) je morski rak člankonožac iz porodice Nephropidae u kojoj u Jadranu obitava još i škamp. U Hrvatskoj je još poznat i kao lap, rarog, njakar, ralog, humer.

## Opis
Hlap je crne boje često prekrivene s puno plavih i crvenih mrlja. Ponekad može biti u potpunosti plav ili crven. Duguljast je, ima tvrd oklop i lepezast rep. Kliješta su izrazito velika ali su drugačije veličine. Većim kliještima drobi i reže plijen, a manja služe za obranu i hranjenje. Može težiti više od 9 kg. Najveći ulovljeni je bio dug 1.26 m i težak 9.3 kg a kao takav je ušao i u Guinnessovu knjigu rekorda.

## Rasprostranjenost
Hlap obitava uz obale istočnog Atlantika od Tysfjorda kod otočja Lofoten u Norveškoj, uz obale Wimereuxa u Francuskoj te na sjeverozapadu Azorskog otočja i Maroka. Može ga se naći u zapadnom Sredozemlju uz Kretu, u sjeverozapadnom dijelu Crnog mora, ali ne i u Baltičkom moru.
Rasprostranjen je diljem obala Jadrana ali s obzirom na to da podnose puno niže temperature od jastoga puno su brojniji u sjevernom dijelu Jadrana, pogotovo uz obale Istre u području Rovinja. 
Iako kod nas živi samo Europski hlap (Homarus grammarus), u Malostonskom zaljevu se dogodilo nekoliko ulova američke vrste hlapa (Homarus Americanus), koji su tu najvjerojatnije dospjeli u balastnim tankovima velikih brodova. Vrijeme će pokazati da li će ta vrsta opstati u našem moru. 

## Način života i ishrana
Hlapovi su izrazito teritorijalni rakovi koji za razliku od jastoga brane svoje obitavalište (rupe i procijepi). Najčešće žive ispod kamenja ispod kojeg iskopaju rupu na pjeskovitom i muljevitom dnu na dubini do 150 m, ali najčešće između 10 i 40 m dubine. Kao i jastozi, hlapovi noću za punog mjeseca, izlaze iz svojih rupa i kreću se po morskom dnu. Obitavalište mijenjaju kad im dotadašnje postane pretijesno. Pred kraj ljeta hlapovi u potrazi za partnericama kreću u veće migracije. 
Hrane se svime što se može naći na morskom dnu, a najčešće ostacima riba, crvima, školjkama, morskim puževima i meduzama. Glavna hrana su im ostale vrste rakova koje hvataju i drobe s kliještima.

## Razmnožavanje
Ženke hlapa pri sparivanju moraju presvlačiti oklop. Mrijeste se tijekom zime a ovisno o temperaturi mora znaju inkubirati svoja jajašca oko 10 mjeseci pa i duže. Jajašca su prilijepljena na donjoj strani zatka. Valjanje se odvija nekoliko tjedana. Razvoj ličinaka hlapa ima 4 stadija, a taj dio života traje puno kraće nego kod od jastoga, oko mjesec dana. U tom dijelu razvoja jako mali broj hlapova preživi a jedan od razloga je i taj što su kanibali. Nakon što se razviju u hlapove, mladi će živjeti zakopani u morskom dno oko 2 godine nakon čega će potražiti kamenite terene. Tada su dugi oko 15 cm i trebat će još nekoliko godina da dosegnu spolnu zrelost.

## Gospodarska vrijednost
Za mesom velikih rakova vlada velika potražnja pa se ukazala potreba o njihovom uzgoju. Izrazito cijenjeno meso i njegova visoka cijena potaknula je istraživanja koja bi dovela do komercijalizacije njihovog mesa. Krajem 19. stoljeća u Europi i Sjevernoj Americi započeli su eksperimenti na uzgoju velikih morskih rakova. Za pokuse su uzimani hlapovi, pa shodno tome o njima danas ima najviše podataka. Unatoč obećavajućim rezultatima, ova djelatnost povezana je s brojnim problemima kao što su predugo razdoblje za postizanje konzumne veličine, gubitak većeg broja jajašaca zbog stresa, osjetljivost tijekom procesa presvlačenja i kanibalizam.

## Poveznice
|  | Zajednički poslužitelj ima još gradiva o temi Hlap |
|  | Wikivrste imaju podatke o taksonu Hlap             |

## Vanjske poveznice
- Riblje oko - Veliki rakovi[neaktivna poveznica]